# Грчка на Европском првенству у атлетици на отвореном 2018.
Грчка је учествовала на 24. Европском првенству у атлетици на отвореном 2018. одржаном у Берлину, (Немачка), од 6. до 12. августа 2018. године. Ово је било двадест четврто Европско првенство у атлетици у дворани на којем је Грчка учествовала, односно учествовала је на свим првенствима до данас. Репрезентацију Грчке представљало је 36 спортиста (15 мушкараца и 21 жена) који су се такмичили у 25 дисциплина (12 мушких и 13 женских).
У укупном пласману Грчка је са шест освојених медаља (три златне, две сребрне и једна бронзана) поделила 5. место.
У табели успешности према броју и пласману такмичара који су учествовали у финалним такмичењима (првих 8 такмичара) Грчка је са 7 учесника у финалу заузела 14. место са 46,50 бодова.
| Пл. | Земља | 1. место | 2. место | 3. место | 4. место | 5. место | 6. место | 7. место | 8. место | Бр. фин. | Бодови |
| --- | ----- | -------- | -------- | -------- | -------- | -------- | -------- | -------- | -------- | -------- | ------ |
| 14. | Грчка | 3 - 24   | 2 - 14   | 1 − 6    | 0        | 0        | 1 - 2,50 | 0        | 0        | 7        | 46,50  |

## Учесници
| Мушкарци: - Јоанис Нифадопулос — 100 м, 4 х 100 м - Ликургос-Стефанос Цаконас — 200 м, 4 х 100 м - Панајотис Тривизас — 200 м, 4 х 100 м - Константинос Гкелаоузос — Маратон - Панајиотис Караискос — Маратон - Димос Магинас — Маратон - Костадинос Дувалидис — 110 м препоне - Ефтхимиос Стериоулис — 4 х 100 м - Александрос Папамихаил — 20 км ходање - Костадинос Баниотис — Скок увис - Костадинос Филипидис — Скок мотком - Милтијадис Тентоглу — Скок удаљ - Димитриос Цијамис — Троскок - Николаос Скарвелис — Бацање кугле - Михаил Анастасакис — Бацање кладива | Жене: - Rafailía Spanoudáki-Hatziríga — 100 м, 4 х 100 м - Марија Белимпасаки — 400 м - Деспина Моурта — 400 м, 4 х 400 м - Ирини Василиоу — 400 м, 4 х 400 м - Gloria Privilétzio — Маратон - Оуранија Ребоули — Маратон - Соња Цекини-Будури — Маратон - Елисавет Песириду — 100 м препоне, 4 х 100 м - Григориа-Еманоуела Керамида — 4 х 100 м - Корина Полити — 4 х 100 м - Ана Василиоу — 4 х 400 м - Евагелија Зигори — 4 х 400 м - Антигони Дрисбиоти — 20 км ходање - Екатерини Стефаниди — Скок мотком - Николета Киријакопулу — Скок мотком - Елени-Клаоудиа Полак — Скок мотком - Хаидо Алексоули — Скок удаљ - Параскеви Папахристу — Троскок - Хрисула Анагностопулу — Бацање диска - Стаматија Скарвелис — Бацање кладива - Софија Ифантидоу — Бацање копља |  |

## Освајачи медаља (6)

### Злато (3)
- Милтијадис Тентоглу — Скок удаљ
- Катерина Стефаниди — Скок мотком
- Параскеви Папахристу — Троскок

### Сребро (2)
- Марија Белимпасаки — 400 м
- Николета Киријакопулу — Скок мотком

### Бронза (1)
- Димитриос Цијамис — Троскок

## Резултати

### Мушкарци
| Атлетичар                  | Дисциплина     | Лични рекорд | Квалификације | Квалификације | Полуфинале           | Полуфинале           | Финале                | Финале       | Детаљи |
| Атлетичар                  | Дисциплина     | Лични рекорд | Резултат      | Место         | Резултат             | Место                | Резултат              | Место        | Детаљи |
| -------------------------- | -------------- | ------------ | ------------- | ------------- | -------------------- | -------------------- | --------------------- | ------------ | ------ |
| Јоанис Нифадопулос         | 100 м          | 10,30        | 10,44         | 3. у гр. 2    | Није се квалификовао | Није се квалификовао | Није се квалификовао  | 28 / 50      |        |
| Ликургос-Стефанос Цаконас  | 200 м          | 20,09        | 20,49 КВ      | 1. у гр. 2    | 20,54                | 4. у гр. 3           | Није се квалификовао  | 11 / 40      |        |
| Панајотис Тривизас         | 200 м          | 20,58        | 21,18         | 6. у гр. 4    | Није се квалификовао | Није се квалификовао | Није се квалификовао  | 32 / 40      |        |
| Константинос Гкелаоузос    | Маратон        | 2:21:55      |               |               |                      |                      | 2:22:24               | 44 / 58 (72) |        |
| Панајиотис Караискос       | Маратон        | 2:28:57      | 2:25:37 ЛР    | 50 / 58 (72)  |                      |                      |                       |              |        |
| Димос Магинас              | Маратон        | 2:28:59      | 2:44:57       | 58 / 58 (72)  |                      |                      |                       |              |        |
| Костадинос Дувалидис       | 110 м препоне  | 13,33 НР     | 13,68 КВ      | 4. у гр. 2    | 13,56                | 5. у гр. 1           | Није се квалификовао  | 14 / 32      |        |
| Ефтхимиос Стериоулис       | 4 х 100 м      | 38,61 НР     | 39,49 НРС     | 6. у гр. 1    |                      |                      | Нису се квалификовали | 11 / 12 (16) |        |
| Јоанис Нифадопулос²        | 4 х 100 м      | 38,61 НР     | 39,49 НРС     | 6. у гр. 1    |                      |                      | Нису се квалификовали | 11 / 12 (16) |        |
| Панајотис Тривизас²        | 4 х 100 м      | 38,61 НР     | 39,49 НРС     | 6. у гр. 1    |                      |                      | Нису се квалификовали | 11 / 12 (16) |        |
| Ликургос-Стефанос Цаконас² | 4 х 100 м      | 38,61 НР     | 39,49 НРС     | 6. у гр. 1    |                      |                      | Нису се квалификовали | 11 / 12 (16) |        |
| Александрос Папамихаил     | 20 км ходање   | 1:21:12 НР   |               |               |                      |                      | 1:22:51               | 15 / 23 (28) |        |
| Костадинос Баниотис        | Скок увис      | 2,34         | 2,21 кв, =ЛРС | 6. у гр. Б    |                      |                      | 2,24                  | 10 / 27 (28) |        |
| Костадинос Филипидис       | Скок мотком    | 5,91 НР      | 5,61 кв       | 2. у гр. А    | 5,75                 | 6 / 31 (36)          |                       |              |        |
| Милтијадис Тентоглу        | Скок удаљ      | 8,30         | 8,15 КВ       | 1. у гр. Б    | 8,25 ЛРС             |                      |                       |              |        |
| Димитриос Цијамис          | Троскок        | 17,55 НР     | 16,69 кв      | 2. у гр. Б    | 16,78 ЛРС            |                      |                       |              |        |
| Николаос Скарвелис         | Бацање кугле   | 20,61        | 20,24 кв, ЛРС | 5. у гр. Б    | 20,11                | 11 / 29 (30)         |                       |              |        |
| Михаил Анастасакис         | Бацање кладива | 77,72        | 75,61 кв      | 3. у гр. А    | 73,33                | 9 / 30               |                       |              |        |

- Такмичари у штафети који су означени бројем учествовали су и у појединачним дисциплинама.

### Жене
| Атлетичарка                    | Дисциплина     | Лични рекорд | Квалификације      | Квалификације      | Полуфинале            | Полуфинале            | Финале                | Финале       | Детаљи |
| Атлетичарка                    | Дисциплина     | Лични рекорд | Резултат           | Место              | Резултат              | Место                 | Резултат              | Место        | Детаљи |
| ------------------------------ | -------------- | ------------ | ------------------ | ------------------ | --------------------- | --------------------- | --------------------- | ------------ | ------ |
| Rafailía Spanoudáki-Hatziríga  | 100 м          | 11,27        | 11,63(.626)        | 7. у гр. 3         | Нису се квалификовале | Нису се квалификовале | Нису се квалификовале | 16 / 25 (26) |        |
| Марија Белимпасаки             | 400 м          | 51,14        | 53,86 КВ           | 2. у гр. 3         | 51,23 КВ              | 2. у гр. 1            | 50,45 НР, ЛР          |              |        |
| Деспина Моурта                 | 400 м          | 52,98        | 52,96 ЛР           | 5. у гр. 3         | Нису се квалификовале | Нису се квалификовале | Нису се квалификовале | 32 / 43      |        |
| Ирини Василиоу                 | 400 м          | 51,86        | 53,37(.361)        | 7. у гр. 2         | Нису се квалификовале | Нису се квалификовале | Нису се квалификовале | 37 / 43      |        |
| Gloria Privilétzio             | Маратон        | 2:38:51      |                    |                    |                       |                       | 2:38:39 ЛР            | 26 / 46 (56) |        |
| Уранија Ребули                 | Маратон        | 2:39:52      | 2:44:32            | 36 / 46 (56)       |                       |                       |                       |              |        |
| Соња Цекини-Будури             | Маратон        | 2:45:02      | Није завршила трку | Није завршила трку |                       |                       |                       |              |        |
| Елисавет Песириду              | 100 м препоне  | 12,93        | 13,10 КВ           | 2. у гр. 2         | 13,00 ЛРС             | 3. у гр. 1            | Није се квалификовала | 13 / 32      |        |
| Григориа-Еманоуела Керамида    | 4 х 100 м      | 43,07 НР     | 44,48 НРС          | 7. у гр. 1         |                       |                       | Нису се квалификовале | 14 / 15      |        |
| Елисавет Песириду²             | 4 х 100 м      | 43,07 НР     | 44,48 НРС          | 7. у гр. 1         |                       |                       | Нису се квалификовале | 14 / 15      |        |
| Rafailía Spanoudáki-Hatziríga² | 4 х 100 м      | 43,07 НР     | 44,48 НРС          | 7. у гр. 1         |                       |                       | Нису се квалификовале | 14 / 15      |        |
| Корина Полити                  | 4 х 100 м      | 43,07 НР     | 44,48 НРС          | 7. у гр. 1         |                       |                       | Нису се квалификовале | 14 / 15      |        |
| Ана Василиоу                   | 4 х 400 м      | 3:26,33 НР   | 3:34,69            | 6. у гр. 2         | 13 / 15 (16)          |                       | Нису се квалификовале |              |        |
| Деспина Моурта²                | 4 х 400 м      | 3:26,33 НР   | 3:34,69            | 6. у гр. 2         | 13 / 15 (16)          |                       | Нису се квалификовале |              |        |
| Евагелија Зигори               | 4 х 400 м      | 3:26,33 НР   | 3:34,69            | 6. у гр. 2         | 13 / 15 (16)          |                       | Нису се квалификовале |              |        |
| Ирини Василиоу²                | 4 х 400 м      | 3:26,33 НР   | 3:34,69            | 6. у гр. 2         | 13 / 15 (16)          |                       | Нису се квалификовале |              |        |
| Антигони Дрисбиоти             | 20 км ходање   | 1:30:56      |                    |                    |                       |                       | 1:32:16 ЛРС           | 13 / 26 (30) |        |
| Катерина Стефаниди             | Скок мотком    | 4,91 НР      | 4,55 КВ            | 1. у гр. Б         |                       |                       | 4,85 РЕП              |              |        |
| Николета Киријакопулу          | Скок мотком    | 4,83         | 4,45 кв            | 3. у гр. Б         | 4,80                  |                       |                       |              |        |
| Елени-Клаоудиа Полак           | Скок мотком    | 4,46         | 4,45 кв            | 3. у гр. А         | Без пласмана          | Без пласмана          |                       |              |        |
| Хаидо Алексоули                | Скок удаљ      | 6,78         | 6,21               | 12. у гр. А        | Није се квалификовала | 21 / 25 (27)          |                       |              |        |
| Параскеви Папахристу           | Троскок        | 14,73        | 14,49 КВ           | 1. у гр. A         | 14,60 =ЛРС            |                       |                       |              |        |
| Хрисула Анагностопулу          | Бацање диска   | 61,53        | 56,52 кв           | 5. у гр. А         | 57,34                 | 10 / 26               |                       |              |        |
| Стаматиа Скарвелис             | Бацање кладива | 69,10        | 67,97              | 6. у гр. А         | Нису се квалификовале | 15 / 28               |                       |              |        |
| Софија Ифантидоу               | Бацање копља   | 59,23        | 52,26              | 10. у гр. Б        | Нису се квалификовале | 22 / 22 (23)          |                       |              |        |

- Такмичарке у штафетама које су означене бројем учествовале су и у појединачним дисциплинама.